# Reuzenstekelstaartgierzwaluw
De reuzenstekelstaartgierzwaluw (Hirundapus giganteus) is een grote gierzwaluwachtige die standvogel is in Zuid-Azië en de Indische Archipel.

## Kenmerken
De reuzenstekelstaartgierzwaluw is 23 cm lang en daarmee groter dan de alpengierzwaluw. Overigens is de reuzenstekelstaartgierzwaluw in het veld lastig te onderscheiden van de gewone stekelstaartgierzwaluw. Het grootteverschil is meestal geen bruikbaar kenmerk en de iets minder licht gekleurde bovenkant is vaak lastig zichtbaar.

## Verspreiding en leefgebied
Er worden twee ondersoorten erkend:
- Hirundapus giganteus indicus (het zuidwesten en oosten van India, Sri Lanka, Bangladesh, Zuidoost-Azië en de Andamanen).
- Hirundapus giganteus giganteus (Schiereiland Malakka, Grote Soenda-eilanden en het eiland Palawan van de Filipijnen).

De reuzenstekelstaartgierzwaluw is een vogel die foerageert boven bosgebieden en nestelt in holle bomen.

## Status
Hij heeft een enorm groot verspreidingsgebied en daardoor alleen al is de kans op de status  kwetsbaar (voor uitsterven) gering. De grootte van de populatie is niet gekwantificeerd, maar door ontbossingen is er aanleiding te veronderstellen dat de soort in aantal achteruit gaat. Echter, het tempo ligt onder de 30% in tien jaar (minder dan 3,5% per jaar). Om deze redenen staat deze gierzwaluw als niet bedreigd op de Rode Lijst van de IUCN.